# Макгейвин, Даррен
Даррен МакГейвин (настоящее имя Уильям Лайл МакГейвин; 7 мая 1922, Спокан, Вашингтон — 25 февраля 2006, Лос-Анджелес, Калифорния) — американский актёр театра, кино и телевидения.
Учился актёрскому искусству в творческой мастерской при театре «Neighborhood Playhouse» и Актёрской студии в Нью-Йорке. В 1945 году дебютировал в кино, сыграв небольшую роль в фильме «A Song to Remember» по пьесе Чарльза Видора. После этого на протяжении почти десяти лет играл относительно небольшие роли, пока не получил одну из главных в драме Отто Премингера «Человек с золотой рукой» и не приобрёл благодаря ей относительную известность. В том же году он снова сыграл в снятой Премингером картине — военной драме «The Court-Martial of Billy Mitchell».
В последующие годы МакГейвин часто исполнял роли «крутых», бескомпромиссных персонажей, таких как частный детектив Майк Хаммер в одноимённом телесериале, снятом по романам Микки Спиллейна, или бывший заключённый и частный детектив Дэвид Росс в телесериале «The Outsider», а также играл в вестернах, таких как «The Great Sioux Massacre». Широкую известность ему принесла роль честного журналиста и охотника на вампиров Карла Колчака в фильме 1972 года «Ночной Сталкер» и одноимённом хоррор-сериале. Другой заметной его работой на телевидении стала роль Артура Дейлса в нескольких эпизодах телесериала «Секретные материалы», поскольку продюсеры сериала были «большими поклонниками» его роли в «Ночном Сталкере».
К числу наиболее известных работ МакГейвина относятся роли в фильме-катастрофе «Аэропорт 77», трёхсерийной экранизации произведений Рэя Брэдбери «Марсианские хроники», боевике «Без компромиссов» с Арнольдом Шварценеггером и трёхсерийном мини-сериале «80 дней вокруг света» с Пирсом Броснаном. Он также неоднократно исполнял «гостевые» роли в различных телесериалах; за роль Билла в ситкоме «Мерфи Браун» был в 1990 году номинирован на премию «Эмми».